# Lagerstroemia moluccana
Lagerstroemia moluccana är en fackelblomsväxtart som beskrevs av Caetano Xavier Furtado och Montien. Lagerstroemia moluccana ingår i släktet Lagerstroemia och familjen fackelblomsväxter. Inga underarter finns listade i Catalogue of Life.